# Mitrephora teysmannii
Mitrephora teysmannii Scheff. – gatunek rośliny z rodziny flaszowcowatych (Annonaceae Juss.). Występuje naturalnie w Indiach, południowych Chinach (w prowincjach Kuejczou, Hajnan i Junnan oraz w regionie autonomicznym Kuangsi), w Wietnamie, Laosie, Kambodży, Tajlandii, Malezji, Brunei oraz Indonezji (na Sumatrze, Jawie i w Kalimantanie). 

## Morfologia
PokrójZimozielone drzewo dorastające do 12 m wysokości.
LiścieMają kształt od podłużnego do eliptycznego. Mierzą 7–16 cm długości oraz 3–6 cm szerokości. Są skórzaste. Nasada liścia jest od rozwartej do klinowej. Blaszka liściowa jest o wierzchołku od tępego do krótko spiczastego. Ogonek liściowy jest lekko owłosiony i dorasta do 5–10 mm długości.
KwiatySą pojedyncze lub zebrane po 2–4 w pęczki, rozwijają się w kątach pędów lub naprzeciwlegle do liści. Mierzą 25–30 mm średnicy. Działki kielicha mają owalny kształt, są owłosione od wewnętrznej strony i dorastają do 3 mm długości. Płatki mają białą barwę, później przebarwiając się na żółto z czerwonymi plamkami, zewnętrzne mają podłużnie owalny kształt i osiągają do 25 mm długości, natomiast wewnętrzne są mniejsze i strzałkowate. Kwiaty mają owłosione owocolistki o podłużnym kształcie.
OwoceMają jajowaty kształt, zebrane w zaokrąglony owoc zbiorowy. Są owłosione, osadzone na szypułkach. Osiągają 20–45 mm długości i 15–30 mm szerokości.

## Biologia i ekologia
Rośnie w gęstych lasach. Występuje na wysokości od 600 do 1500 m n.p.m. Kwitnie od lutego do sierpnia, natomiast owoce dojrzewają od czerwca do grudnia.